# 마테라
마테라(이탈리아어: Matera, 마테라어: Matàrë, 마테러)는 이탈리아 남부 바실리카타주 마테라도의 도청 소재지이다.
먼 옛날 그란비나강이 흐르는 계곡 사이에 자리잡은 마을로, 고대의 협곡 지형을 따라 굴을 파고 들어가 마을을 형성한 사시 디 마테라 (Sassi di Matera)로 유명하다. 기원전 고대 로마의 점령으로 외부에 처음 그 존재가 알려졌으며 이후 랑고바르드족, 동로마 제국, 사라센족, 수에비족, 앙주 제국, 아라곤 왕국, 부르봉 왕조가 차례대로 이곳을 지배하였다.
19세기 후반에 들어 마테라의 지하 도시는 가난한 지역으로 전락하여, 열악한 위생 상태, 취약한 노동환경, 만연한 질병 등으로 마을 사람들은 고난을 겪었다. 결국 1952년 마을 주민 전체가 현대식 마을를 따로 지어 이주하였으며, 지하 도시는 한동안 버려져 있었다. 1980년대부터 지하도시가 지닌 역사적 가치에 대한 인식이 늘어나면서 관광장소로 변모하였고, 호텔과 박물관, 레스토랑이 들어서는가 하면 다양한 예술 공동체가 자리잡아 지금의 모습을 갖추게 되었다.
1993년 사시 동굴 주거지와 암석 교회가 '지하 도시' (la città sotterranea)라는 이름으로 유네스코 세계 문화 유산으로 등재되었다. 2019년에는 유럽 문화 수도로 지정되었다.

## 역사
마테라는 구석기 시대 (기원전 10,000년경)부터 이곳에 사람이 정착한 도시로 알려져 있다. 정확한 정착 시점과 정착 기간의 유효 여부는 학자들 사이에서 아직 논란의 대상이지만, 구석기 시대 정착설이 사실일 경우 전세계에서 가장 오랫동안 인류가 정착한 마을 중 하나가 된다. 이 설에 반대하는 건축사학자 앤 팜리 톡시도 이 일대에 인류가 "3000년 넘게 정착해 왔다"는 설을 제기하여, 마테라의 오랜 기원을 짐작케 한다.
마테라 마을은 기원전 251년 고대 로마의 루시우스 카이실리우스 메텔루스라는 사람이 처음 발견하고, 로마 제국의 영토가 되었다. 이후 서기 664년에는 랑고바르드인이 점령하여 베네벤토 공국의 영토가 된다. 앤 팜리 톡시는 "마테라의 설립연도는 논란의 여지가 있지만, 이 도시를 두고 8세기부터 9세기에 걸쳐 고트족, 랑고바르드인, 동로마 제국, 사라센족의 공성전이 불을 지폈다는 수많은 기록이 초창기 연대기 작가들의 문헌에 남아 있어, 널리 받아들여지고 있다"고 소개한다. 7세기부터 8세기까지 베네딕토회와 바실리아회의 수도원이 이 일대의 동굴을 개척해 종교 시설로 탈바꿈시켰다. 9세기부터 10세기까지는 동로마 황제와 신성로마제국 황제의 영토 분쟁이 벌어졌으며, 특히 루도비쿠스 2세는 침탈 과정에서 마을이 일부 파괴되는 소동이 있었다. 11세기 들어 아풀리아 지역에 노르만족이 진출하면서, 1043년 오트빌의 윌리엄 1세의 지배를 받게 되었다.
이후 어느 왕국에도 속하지 않는 짧은 공동체 시기를 거쳐 여러 번의 역병과 지진을 겪게 된 마테라는 15세기 들어 아라곤 왕국의 지배를 받게 되었으며, 트라몬타노가의 남작령으로 봉해졌다. 그러나 1514년 마을 사람들이 들고 일어나 조반니 카를로 트라몬타노 백작을 죽이는 사건도 있었다. 17세기에는 오르시니가의 소유로 넘어가 아풀리아의 테라도트란토에 속하게 되었다. 이후 한동안 바실리카타주의 주도가 되었으나 1806년 조제프 보나파르트가 포텐차로 잠시 넘기기도 하였으며, 1927년에는 마테라도의 주도가 되었다.